# چشم‌کبوتری‌ها
چشم‌کبوتری‌ها (نام علمی: Ochna) نام یک سرده از تیره چشم‌کبوتریان است.